# Йигрем Демелаш
Йигрем Демелаш — эфиопский бегун на длинные дистанции. Чемпион мира среди юниоров 2012 года в Барселоне.
Выступать на соревнованиях начал в 2011 году. Серебряный призёр 10-километрового пробега Great Ethiopian Run 2011 года с результатом 28.44. На мемориале Ван-Дамма 2012 года финишировал 4-м в забеге на 10 000 метров, установив личный рекорд 26.57,56 — это 41-е место в списке самых быстрых бегунов на этой дистанции.
14 октября 2012 года занял второе место на 4-мильном пробеге в Гронингене. Занял 69-е место на чемпионате мира по кроссу 2013 года.
На Олимпийских играх 2016 года занял четвёртое место на дистанции 10 000 метров, всего 0,01 сек уступив бронзовому призёру.